# Skid Row (album)
| Recensione       | Giudizio |
| ---------------- | -------- |
| AllMusic         |          |
| Q                |          |
| Robert Christgau | C+       |
| Sputnikmusic     |          |

Skid Row è il primo album in studio della heavy metal band statunitense Skid Row, pubblicato il 24 gennaio 1989 dalla Atlantic Records.
L'album si è piazzato al sesto posto della Billboard 200 ed è stato certificato cinque volte disco di platino negli Stati Uniti d'America per le oltre cinque milioni di copie vendute. Il successo è stato trainato principalmente dai due singoli 18 and Life e I Remember You, entrambi entrati nella top 10 della Billboard Hot 100.

## Accoglienza
L'album fu un successo internazionale, raggiungendo la posizione numero 26 in Svizzera, la numero 22 nel Germania, la numero 21 in Svezia, e la numero 16 in Italia. Tuttavia il riscontro di vendite maggiore lo ottenne negli Stati Uniti, dove arrivò fino al sesto posto in classifica. Il primo singolo estratto, Youth Gone Wild, fu un discreto successo nelle radio rock americane e raggiunse la posizione numero 20 della Mainstream Rock Songs, anche se si fermò solo alla posizione numero 99 della Billboard Hot 100, la principale classifica statunitense dei singoli. Il gruppo raggiunse la fama con il singolo successivo 18 and Life, che arrivò fino al quarto posto della Billboard Hot 100 e all'undicesima posizione della Mainstream Rock Songs, segnalandosi come il brano di maggior successo degli Skid Row. Il videoclip del brano entrò in forte rotazione su MTV, trainando in maniera importante le vendite dell'intero album. La fama venne consolidata con la dolce ballata I Remember You, che raggiunse il sesto posto della Billboard Hot 100 e la posizione numero 23 della Mainstream Rock Songs.
L'album venne ben accolto dalla critica specializzata, che fece notare come, tra i dischi che avevano raggiunto il successo commerciale in quegli anni, questo fosse musicalmente tra i più duri e aggressivi. AllMusic ha scritto che «le melodie e le composizioni si mantengono coerenti per tutta la durata dell'album, anche se non sono propriamente vicine al puro heavy metal nella maniera in cui suonano». La rivista Sputnikmusic ha invece aggiunto che l'album «ha un forte piede nel pop, nel rock e nel metal, tanto da poter essere considerato a parte per il proprio valore».

## Tracce
1. Big Guns – 3:36 (Rachel Bolan, Dave Sabo, Scotti Hill, Rob Affuso)
2. Sweet Little Sister – 3:10 (Bolan, Sabo)
3. Can't Stand the Heartache – 3:24 (Bolan)
4. Piece of Me – 2:48 (Bolan)
5. 18 and Life – 3:50 (Bolan, Sabo)
6. Rattlesnake Shake – 3:07 (Bolan, Sabo)
7. Youth Gone Wild – 3:18 (Bolan, Sabo)
8. Here I Am – 3:10 (Bolan, Sabo)
9. Makin' a Mess – 3:38 (Sebastian Bach, Bolan, Sabo)
10. I Remember You – 5:10 (Bolan, Sabo)
11. Midnight / Tornado – 4:17 (Matt Fallon, Sabo)

## Formazione
Gruppo
- Sebastian Bach – voce
- Scotti Hill – chitarre, cori
- Dave "Snake" Sabo – chitarre, cori
- Rachel Bolan – basso, cori
- Rob Affuso – batteria, percussioni

Produzione
- Michael Wagener – produzione, ingegneria del suono, missaggio
- David Kent – ingegneria del suono (assistente)
- George Marino – mastering presso lo Sterling Sound di New York
- Bob Defrin – direzione artistica

## Classifiche

### Classifiche settimanali
| Classifica (1989/90) | Posizione massima |
| -------------------- | ----------------- |
| Australia            | 12                |
| Canada               | 11                |
| Finlandia            | 8                 |
| Germania             | 22                |
| Giappone             | 35                |
| Italia               | 16                |
| Nuova Zelanda        | 1                 |
| Regno Unito          | 30                |
| Stati Uniti          | 6                 |
| Svezia               | 21                |
| Svizzera             | 26                |

### Classifiche di fine anno
| Classifica (1989) | Posizione |
| ----------------- | --------- |
| Canada            | 39        |
| Italia            | 82        |
| Nuova Zelanda     | 12        |
| Stati Uniti       | 11        |
| Classifica (1990) | Posizione |
| Canada            | 95        |
| Stati Uniti       | 38        |